# Comesperma oblongatum
Comesperma oblongatum är en jungfrulinsväxtart som först beskrevs av George Bentham, och fick sitt nu gällande namn av Leslie Pedley. Comesperma oblongatum ingår i släktet Comesperma och familjen jungfrulinsväxter. Inga underarter finns listade i Catalogue of Life.